# Portada/article desembre 24

## Cromatòfor
Els cromatòfors són cèl·lules amb pigments a l'interior que reflecteixen la llum. Poden trobar-se en diversos éssers vius com els amfibis, els peixos, certs crustacis i alguns cefalòpodes. Són els principals responsables del color de la pell, del color dels ulls en els animals ectoterms, i de la formació de la cresta neural al llarg del desenvolupament embrionari. Els cromatòfors ja madurs poden dividir-se en diferents classes segons el color que reflecteixen sota una llum blanca: xantòfors (groc), eritròfors (vermell), iridòfors (iridescent), leucòfors (blanc), melanòfors (negre/marró) i cianòfors (blau). El terme també pot fer referència a les vesícules colorides associades a la membrana de certs bacteris fotosintètics.